# Collegio elettorale di Carbonia (Senato della Repubblica)
Il collegio di Carbonia fu un collegio elettorale uninominale della Repubblica Italiana per l'elezione del Senato della Repubblica. Apparteneva alla circoscrizione Sardegna e fu utilizzato per eleggere un senatore nella XII, XIII e XIV legislatura.
Venne istituito nel 1993 con la cosiddetta Legge Mattarella (Legge n. 276, Norme per l'elezione del Senato della Repubblica), attuata in seguito al referendum abrogativo del 1993. La legge istituì per la Camera dei deputati e per il Senato della Repubblica un sistema di elezione misto, in parte maggioritario e in parte proporzionale. Il 75% dei parlamentari dell'assemblea veniva eletto in collegi uninominali tramite sistema maggioritario a turno unico; il restante 25% al Senato veniva eletto tramite recupero proporzionale dei più votati non eletti attraverso un meccanismo di calcolo denominato "scorporo", cioè sottraendo dal conteggio dei voti totali di una lista nella parte proporzionale i voti ottenuti dai candidati collegati alla medesima lista che erano eletti nei collegi uninominali con il sistema maggioritario.
Il collegio venne abolito insieme a tutti gli altri che costituivano il Senato con la promulgazione della legge elettorale successiva, la cosiddetta Legge Calderoli. Questa prevedeva un sistema proporzionale con premio di maggioranza, che al Senato veniva attribuito a livello regionale.

## Territorio
Il collegio di Carbonia era uno dei 6 collegi uninominali in cui era suddivisa la Sardegna e, come previsto dal D.Lgs. del 20 dicembre 1993 n. 535, era interamente compreso nella provincia di Cagliari e comprendeva i seguenti comuni: Assemini, Buggerru, Calasetta, Capoterra, Carbonia, Carloforte, Decimomannu, Dolianova, Domus de Maria, Domusnovas, Elmas, Fluminimaggiore, Giba, Gonnesa, Iglesias, Masainas, Monastir, Musei, Narcao, Nuraminis, Nuxis, Perdaxius, Piscinas, Portoscuso, Pula, San Giovanni Suergiu, San Sperate, Santadi, Sant'Anna Arresi, Sant'Antioco, Sarroch, Selargius, Serdiana, Sestu, Settimo San Pietro, Siliqua, Soleminis, Teulada, Tratalias, Ussana, Uta, Villa San Pietro, Villamassargia, Villaperuccio, Villasor e Villaspeciosa. 

## Eletti
| Elezione | Elezione | Senatore          | Partito                  |
| -------- | -------- | ----------------- | ------------------------ |
|          | 1994     | Salvatore Cherchi | Progressisti (PDS)       |
|          | 1996     | Antonello Cabras  | L'Ulivo (FL)             |
|          | 2001     | Gianfranco Tunis  | Casa delle Libertà (CCD) |

## Dati elettorali

### XII legislatura
|                               | Gianfranco Tunis ✔️ Eletto | Progressisti                          | 54 405  | 36,05 |  |  |  |  |  |
|                               | Adolfo Manis ✔️ Eletto     | Polo del Buon Governo                 | 49 852  | 33,04 |  |  |  |  |  |
|                               | Carlo Emanuele Muntoni     | Patto per l'Italia                    | 26 669  | 17,67 |  |  |  |  |  |
|                               | Federico Baroschi          | Partito Sardo d'Azione                | 12 505  | 8,29  |  |  |  |  |  |
|                               | Mario Armosini             | Partidu Sardu Indipendentista         | 3 905   | 2,59  |  |  |  |  |  |
|                               | Renato Monticolo           | Movimento per la Democrazia - La Rete | 3 563   | 2,36  |  |  |  |  |  |
| Totale                        | Totale                     | Totale                                | 150 899 | 100   |  |  |  |  |  |
|                               |                            |                                       |         |       |  |  |  |  |  |
| Voti non validi               | Voti non validi            | Voti non validi                       | 14 047  | 8,52  |  |  |  |  |  |
| Votanti                       | Votanti                    | Votanti                               | 164 946 | 81,46 |  |  |  |  |  |
| Elettori                      | Elettori                   | Elettori                              | 202 490 |       |  |  |  |  |  |
|                               |                            |                                       |         |       |  |  |  |  |  |
| Data: 27-28 marzo 1994        |                            |                                       |         |       |  |  |  |  |  |
| Fonte: Ministero dell'interno |                            |                                       |         |       |  |  |  |  |  |

### XIII legislatura
|                               | Antonio Cabras ✔️ Eletto  | L'Ulivo-Partito Sardo d'Azione | 74 179  | 49,61 |  |  |  |  |  |
|                               | Adolfo Manis ✔️ Eletto    | Polo per le Libertà            | 68 355  | 45,71 |  |  |  |  |  |
|                               | Giovanni Riccardo Meaggia | Sardigna Natzione              | 6 995   | 4,68  |  |  |  |  |  |
| Totale                        | Totale                    | Totale                         | 149 529 | 100   |  |  |  |  |  |
|                               |                           |                                |         |       |  |  |  |  |  |
| Voti non validi               | Voti non validi           | Voti non validi                | 11 888  | 7,36  |  |  |  |  |  |
| Votanti                       | Votanti                   | Votanti                        | 161 417 | 76,59 |  |  |  |  |  |
| Elettori                      | Elettori                  | Elettori                       | 210 746 |       |  |  |  |  |  |
|                               |                           |                                |         |       |  |  |  |  |  |
| Data: 21 aprile 1996          |                           |                                |         |       |  |  |  |  |  |
| Fonte: Ministero dell'interno |                           |                                |         |       |  |  |  |  |  |

### XIV legislatura
|                               | Gianfranco Tunis ✔️ Eletto | Casa delle Libertà                                      | 77 626  | 46,01 |  |  |  |  |  |
|                               | Paolo Fadda                | L'Ulivo                                                 | 67 289  | 39,88 |  |  |  |  |  |
|                               | Antonio Saba               | Partito della Rifondazione Comunista                    | 7 430   | 4,40  |  |  |  |  |  |
|                               | Antonello Pilloni          | Partito Sardo d'Azione-Sardigna Natzione Indipendentzia | 5 628   | 3,34  |  |  |  |  |  |
|                               | Benito Angelo Labate       | Lista Di Pietro                                         | 4 454   | 2,64  |  |  |  |  |  |
|                               | Adolfo Manis               | Democrazia Europea                                      | 3 636   | 2,15  |  |  |  |  |  |
|                               | Riccarda Meloni            | Lista Pannella-Bonino                                   | 2 663   | 1,58  |  |  |  |  |  |
| Totale                        | Totale                     | Totale                                                  | 168 726 | 100   |  |  |  |  |  |
|                               |                            |                                                         |         |       |  |  |  |  |  |
| Voti non validi               | Voti non validi            | Voti non validi                                         | 12 351  | 6,82  |  |  |  |  |  |
| Votanti                       | Votanti                    | Votanti                                                 | 181 077 | 78,16 |  |  |  |  |  |
| Elettori                      | Elettori                   | Elettori                                                | 231 666 |       |  |  |  |  |  |
|                               |                            |                                                         |         |       |  |  |  |  |  |
| Data: 13 maggio 2001          |                            |                                                         |         |       |  |  |  |  |  |
| Fonte: Ministero dell'interno |                            |                                                         |         |       |  |  |  |  |  |